# Роденго-Саяно
Роденго-Саяно, Роденґо-Саяно (італ. Rodengo-Saiano) — муніципалітет в Італії, у регіоні Ломбардія, провінція Брешія.
Роденго-Саяно розташоване на відстані близько 460 км на північний захід від Рима, 75 км на схід від Мілана, 13 км на північний захід від Брешії.
Населення — 9465 осіб (2014).
Щорічний фестиваль відбувається 6 грудня. Покровитель — святий Миколай da Bari.

## Демографія
Населення за роками:

Станом на 1 січня 2023 року в муніципалітеті офіційно проживало 486 іноземців з 52 країн, серед них 110 громадян країн Євросоюзу та 27 громадян України.

## Міста-побратими
- Кюртен, Німеччина

## Сусідні муніципалітети
- Кастеньято
- Гуссаго
- Монтічеллі-Брузаті
- Оме
- Падерно-Франчіакорта
- Пассірано